# Набопаласар
Набопаласар (око 658 - 605. п. н. е.) био је оснивач и први владар Халдејског (Нововавилонског) царства. 

## Владавина
Након смрти владара Кандалануова (627. п. н. е.) није било признатог краља у Вавилонији. Ова чињеница сведочи да су Асирци тешко одржавали контролу над Вавилоном. Године 626. п. н. е. Набополасар је ступио на престо. Његово порекло је непознато. Набополасаров долазак на престо изазвао је отпор како Асираца тако и Вавилоњана. Због тога је његова прва брига била да учврсти своју власт. Борба за контролу Вавилоније трајала је између шест и десет година. До 616. п. н. е. Набополасар је чврсто држао Вавилонију и почео је организовати нападе на асирске територије. Асирија се и сама налазила у дубокој кризи изазваној борбама за престо након Асурбанипалове смрти. Набополасар је са међанским владарем Кијаксаром склопио споразум. У наредним годинама, заједничким снагама, међански и вавилонски владари освојили су и опљачкали важне асирске центре као што су : Ашур, Нинива, Тарбис, Калху, Харан... Вавилоњани су ефикасно наследили Асирско царство. Вавилонском освајању супротставио се и Египат који је преузео контролу над Левантом. Набополасар је умро 605. године п. н. е. Наследио га је Набукодоносор II. 